# Angelica Van Burenová
Angelica Singletonová Van Burenová (13. února 1818, Wedgefield, Jižní Karolína – 29. prosince 1877, New York) byla snachou 8. prezidenta USA Martina Van Burena a v letech 1837 až 1841 vykonávala funkci první dámy USA, neboť Van Buren byl od roku 1819 vdovec.